# Final Gençlik ve Spor Kulübü
El Final Gençlik es un equipo de baloncesto turco con sede en la ciudad de Bursa, que compite en la TBL, la segunda división de su país. Disputa sus partidos en el Final Okulları Sport Hall, con capacidad para 1,000 espectadores.

## Posiciones en liga
| Temporada | Nivel | Liga | Pos. | J     | PL  | Resultado        |
| --------- | ----- | ---- | ---- | ----- | --- | ---------------- |
| 2009-10   | 2     | TB2L | 9    | 9-12  | 1-2 | Cuartos de final |
| 2010-11   | 2     | TB2L | 7    | 11-11 | 0-2 | Cuartos de final |
| 2011-12   | 2     | TB2L | 7    | 24-14 | 0-2 | Cuartos de final |
| 2012-13   | 2     | TB2L | 13   | 15-19 |     |                  |
| 2013-14   | 2     | TB2L | 8    | 18-16 | 0-2 | Cuartos de final |
| 2014-15   | 2     | TB2L | 13   | 12-22 |     |                  |
| 2015-16   | 2     | TBL  | 16   | 11-23 |     |                  |
| 2016-17   | 2     | TBL  | 17   | 6-28  |     | Descenso         |
| 2017-18   | 3     | TB2L | 5    | 14-8  | 8-4 | Ascenso          |

- fuente:mackolik.com

## Jugadores destacados
| - Alfred Aboya - Onur Aksoy - Uğurcan Aksoy - Zafer Alp - Gökhan Aydın - Utku Bayraktar - Atakan Denk - Oğuz Erdoğan - Sezgin Eriş - Murat Can Esen - Mustafa Güçyetmez - Hüsnü Güler - Erdem İlter - Ömer Tayfun Karabey | - Polat Kocaoğlu - Orçun Okkalı - Serkan Özver - Cihad Şahin - Soner Şahin - Mehmet Şanlı - Gokhan Senol - Esat Sinanoğlu - Oğuzhan Sungur - Cahit Turan - Alparslan Uruk - Ömer Ünver - Barış Yurteri - Christian Agwumaro | - Demarius Bolds - Sean Carter - Herbert Courtney - Alex Gordon - Junior Hairston - Reginald Holmes - Damien Kinloch - Daishon Knight - Justin Knox - Robert McKiver - Marshall Moses - Darryl Palmer - Cyrus Tate - Anthony Tucker |